# ميتسيوكي يوشيهيرو
ميتسيوكي يوشيهيرو (باليابانية: 吉弘 充志) (4 مايو 1985 في كوداماتسو في اليابان – )؛ هو لاعب كرة قدم ياباني سابق كان يلعب كمدافع.

## وصلات خارجية
- ميتسيوكي يوشيهيرو على موقع الاتحاد الدولي (مؤرشف)  (الإنجليزية)
- ميتسيوكي يوشيهيرو على موقع رابطة كرة القدم اليابانية للمحترفين (اليابانية)
- ميتسيوكي يوشيهيرو على موقع قاعدة بيانات كرة القدم.إي يو (الإنجليزية)
- ميتسيوكي يوشيهيرو على موقع Soccerway.com (الإنجليزية)
- ميتسيوكي يوشيهيرو على موقع عالم كرة القدم.نت (الإنجليزية)